# Regio's van Niger
Het Afrikaanse land Niger is onderverdeeld in zeven regio's (régions)  en één hoofdstedelijk district* (Niamey). De regio's zijn verdeeld in 36 departementen (départements), verder verdeeld in stadsgemeenten (commune urbaine) en plattelandsgemeenten (commune rurale).
| #  | Regio     | Hoofdstad | Opp. (km²) | Inw. (2004) | Kaart                   |
| -- | --------- | --------- | ---------- | ----------- | ----------------------- |
| 1. | Agadez    | Agadez    | 634.209    | 344.916     | Departementen van Niger |
| 2. | Diffa     | Diffa     | 140.216    | 362.216     | Departementen van Niger |
| 3. | Dosso     | Dosso     | 31.002     | 1.625.174   | Departementen van Niger |
| 4. | Maradi    | Maradi    | 38.581     | 2.419.513   | Departementen van Niger |
| 5. | Niamey*   | Niamey    | 670        | 741.610     | Departementen van Niger |
| 6. | Tahoua    | Tahoua    | 106.677    | 2.096.547   | Departementen van Niger |
| 7. | Tillabéri | Tillabéri | 89.623     | 2.041.876   | Departementen van Niger |
| 8. | Zinder    | Zinder    | 145.430    | 2.224.880   | Departementen van Niger |

## Geschiedenis
Een overzicht van de wijzigingen in de regio's van Niger:
- 1964: De indeling van Niger wordt gewijzigd van zestien districten (Agadez, Birni N'Konni, Dogondoutchi, Dosso, Filingué, Gouré, Madaoua, Magaria, Maradi, N'Guigmi, Niamey, Tahoua, Téra, Tessaoua, Tillabéri en Zinder) in zeven departementen (Agadez, Diffa, Doso, Maradi, Niamey, Tahoua en Zinder).
- 1992: Tillabéri wordt afgesplitst van Niamey.
- 2005: Tot de bestuurlijke hervormingen van 2005 werd het hoogste bestuursniveau veranderd van departementen (départements) naar regio's en het onderliggende niveau van arrondissementen (arrondissements) naar departementen.